# Li Lianying
Li Lianying (12 de noviembre de 1848 - 4 de marzo de 1911) fue un eunuco imperial chino que vivió a finales de la dinastía Qing. Sirvió en la corte durante la regencia de la emperatriz viuda Cixi, quien fue la gobernante de facto de China de 1861 a 1908 durante los reinados del emperador Tongzhi y el emperador Guangxu.

## Nombres
El nombre de nacimiento de Li era Li Yingtai. Fue rebautizado como Li Jinxi después de ingresar a la Ciudad Prohibida como eunuco de palacio en 1856. En 1869, la emperatriz viuda Cixi le dio un nuevo nombre, Li Lianying, que se convirtió en el nombre por el que es más conocido.

## Vida
Li nació en una familia pobre en la provincia de Zhili (aprox. la actual Hebei) en 1848 durante el reinado del emperador Daoguang. Estuvo en la Ciudad Prohibida durante varios años, pero sin ni siquiera tener la oportunidad de aparecer en presencia de la emperatriz viuda del oeste, Cixi. El eunuco que servía a Cixi en ese momento, el pequeño An, no permitía que nadie amenazara su posición. A Li le encantaba apostar y, debido a sus constantes pérdidas, había acumulado una enorme deuda. Para escapar de sus deudores, Li dejó su ciudad natal por la capital. Allí visitaba a menudo a un anciano eunuco que había conocido en la Ciudad Prohibida. Por el anciano eunuco, Li supo que todos los eunucos que habían tenido el privilegio de servir y peinar el cabello de Cixi habían sido castigados, a excepción del pequeño An. Li fijó su objetivo en convertirse en el eunuco favorito de Cixi. Así se dispuso a dominar el diseño del cabello. Iba a los burdeles, no por las mujeres, sino para aprender cómo se peinaban. Después de varios meses, finalmente había dominado todos los aspectos del diseño del cabello. El viejo eunuco hizo saber que Li era un especialista en cabello y Li fue convocado por Cixi. La emperatriz quedó muy satisfecha con su trabajo y se convirtió en su eunuco favorito, convirtiéndose más tarde en su eunuco principal. Debido a que solo Li satisfizo a la emperatriz viuda del oeste, fue nombrado eunuco jefe general en la Ciudad Prohibida.
En 1869, An Dehai, el eunuco que se desempeñaba como Gran Supervisor (大總管), fue ejecutado por Ding Baozhen, gobernador provincial de Shandong, por salir de la Ciudad Prohibida sin permiso. A principios de 1861, Li había ayudado a la emperatriz viuda Cixi a tomar el poder de un grupo de ocho regentes en el golpe de Xinyou y, por lo tanto, se ganó su favor. Como tal, después de la muerte de An Dehai, la emperatriz viuda eligió a Li para que fuera su nuevo asistente personal y posteriormente lo ascendió al puesto de Gran Supervisor, el eunuco jefe de palacio.
Como gran supervisor y asistente favorito de la emperatriz viuda Cixi, Li ocupó un puesto muy influyente en el interior del palacio. Tenía control sobre cosas como cuándo se podía conceder una audiencia a los funcionarios con la emperatriz viuda y, como tal, logró adquirir riqueza con los sobornos que recolectó de los funcionarios para mantenerlo a su favor. La emperatriz viuda del oeste estaba ansiosa por acumular más riqueza, por lo que comenzó a vender títulos oficiales y Li era el intermediario, por lo que recibió muchos sobornos también por esto. Cuando las consortes imperiales enfurecían a la emperatriz viuda Cixi, Li las ayudaba previo pago hablando positivamente de ellas frente a la emperatriz viuda. Li estaba entre los sospechosos de envenenar al emperador Guangxu, quien murió en 1908 un día antes de la muerte de Cixi. Otros sospechosos incluyeron al general Yuan Shikai y la misma emperatriz.
Li solicitó permiso a la emperatriz viuda Longyu para retirarse después de la muerte de la emperatriz viuda Cixi en 1908. Longyu aprobó su solicitud y le permitió regresar a casa después de que habían pasado 100 días desde la muerte de Cixi. Li vivió el resto de sus años restantes en retiro y murió en 1911 meses antes de que estallara la Revolución de Xinhai. Fue enterrado en Enjizhuang (恩濟莊) en el actual distrito de Haidian, Pekín. Se creía que Li había muerto de disentería. Sin embargo, cuando su tumba fue profanada en 1966 durante la Revolución Cultural, los asaltantes descubrieron que solo contenía su cráneo y, por lo tanto, hubo rumores de que fue asesinado, posiblemente decapitado. Estudios posteriores observaron que la tumba sufrió una inundación, resultando el ataúd y el cuerpo prácticamente disueltos por la humedad. También había un agujero en el techo, por lo que ladrones de tumbas pudieron perturbar los restos. La tumba de Li sufrió graves daños durante la Revolución Cultural y solo queda un fragmento de su lápida.

## Representaciones en los medios
La película china de 1991 Li Lianying: The Imperial Eunuch, dirigida por Tian Zhuangzhuang, está basada en la vida de Li y protagonizada por Jiang Wen como Li. La serie de televisión china de 2006 Princess Der Ling la protagonizó Wu Liping como Li. La serie de televisión de Hong Kong de 2012 The Confidant, producida por TVB, también se basa en la vida de Li y está protagonizada por Wayne Lai como Li.